# Parajana lamani
Parajana lamani is een vlinder uit de familie van de Eupterotidae. De wetenschappelijke naam van de soort is voor het eerst geldig gepubliceerd in 1906 door Aurivillius.